# 普熱洛烏奇

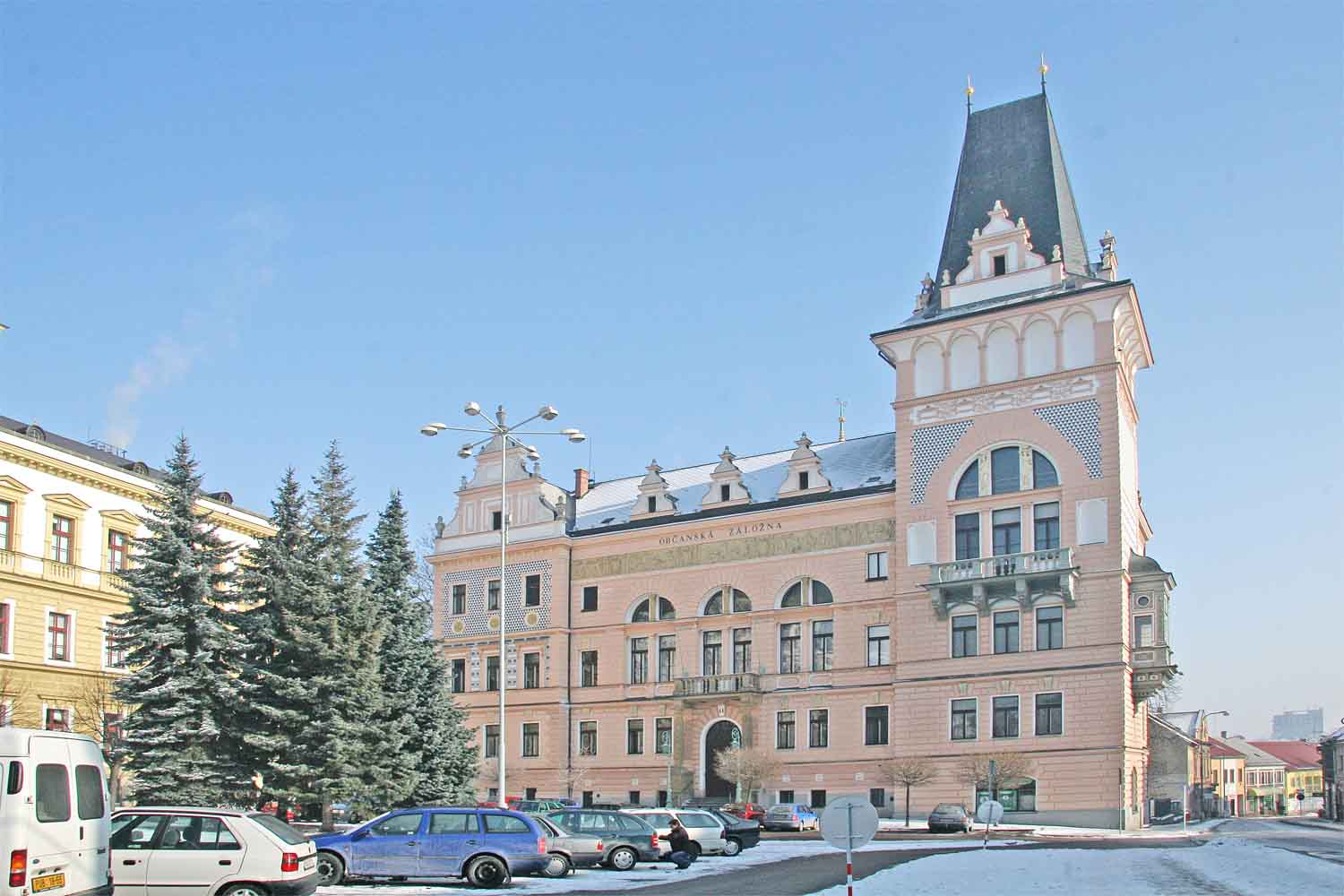

普熱洛烏奇是捷克的城鎮，位於該國北部易北河左岸，距離首府帕爾杜比采15公里，由帕爾杜比采州負責管轄，面積40.47平方公里，海拔高度212米，2006年人口8,930。

## 外部連結
- Municipal website (in Czech) （页面存档备份，存于）